# 教宗立德
教宗聖立德（拉丁語：Sanctus Evaristus PP.；44年4月17日—108年）於96年或99年－108年出任教宗。他在任內最重要的貢獻是確立了樞機團，而這個組織日後亦演變成推舉教宗的機構。他的瞻禮日在10月27日。
现代对教宗立德所知甚少，根据《教宗实录》所载，他出生于一个居住在伯利恒（白冷）的希腊犹太人家庭，在多米仙（图密善）皇帝在位期间，他继承克肋孟一世，当选为罗马主教，继承时值第二次大迫害时期。根据《教宗实录》记载，他将罗马分为若干个领衔堂区，每一个堂区指派一位神父负责。同时，他在罗马城任命7名执事。
据优西比乌在《教会史》中记载，教宗立德在图拉真12年，也就是他当选教宗的第八年去世。他通常被认为是殉道者，然而并没有切实证据。他可能被安葬在梵蒂冈圣伯多禄墓附近。此外据信，圣若望宗徒可能是在教宗立德的任期内离世的。

## 譯名列表
- 立德：香港天主教教區檔案　歷任教宗作立德。